# Those Who Remain
Those Who Remain est un jeu vidéo en vue à la première personne de genres aventure et survival horror développé par Camel 101 sorti en 2020 sur PC, PlayStation 4, Xbox One et Nintendo Switch.

## Synopsis
Edward Turner se retrouve dans une ville maudite.

## Système de jeu
Those Who Remain est un jeu d'aventure en vue à la première personne dont l'intrigue se déroule dans une petite ville plongée dans l'obscurité et envahie de démons. Le joueur prend le contrôle d'Edward Turner, un « homme ordinaire au passé troublé », et doit survivre aux attaques des créatures en évitant de rester trop longtemps dans le noir. En outre, le joueur peut entrer dans des portails qui l'amènent dans une version alternative du monde dans lequel il se trouve. Tout au long de l'aventure, le joueur doit prendre des décisions qui influeront sur le dénouement de l'histoire,,.

## Commercialisation
D'abord prévu pour le 15 mai 2020, Those Who Remain voit finalement le jour le 28 mai sur PC, PlayStation 4, Xbox One et Nintendo Switch. 